# GS Diagoras Rodou
El Diagoras Rodos (en griego: Γυμναστικός Σύλλογος Διαγόρας) es un club de fútbol con sede en Rodas, Grecia. Actualmente juega en la Gamma Ethniki, la tercera división nacional.

## Historia
Fue fundada en 1905 y debe su nombre a Diágoras de Rodas, atleta griego del siglo V a. C.. El equipo fue disuelto por las autoridades italianas en 1929 para volver a fundarse en 1945.
A finales de la década de 1980 disputó la máxima categoría del fútbol griego, 1986/87 y 1988/89. El mejor resultado conseguido en la Copa de Grecia fue la llegada a las semifinales de 1986/87 en las que fue derrotado por el OFI Creta que después se alzaría con el título.
En febrero del 2012, cuando el equipo militaba en la Beta Ethniki fue expulsado de todos los torneos profesionales nacionales. En 2017 el club retorna a la competición en la Gamma Ethniki.

## Estadio
Construido en 1932, durante la dominación italiana de la isla, tenía el nombre de "Arena del Sole". Ahora que tiene una capacidad de 3693 espectadores y se comparte con el otro equipo de la ciudad.